# Paul Whiteman
Paul Whiteman (Denver, Colorado, 1890. március 28. – Doylestown, Pennsylvania, 1967. december 29.) amerikai zenekarvezető, hangszerelő, hegedűs. »A dzsessz királya«.
Híres darabjai voltak: „Whispering”, „Valencia”, „Three O'Clock In The Morning”, „In A Little Spanish Town”, a „Parade Of The Wooden Soldiers”, „Wang Wang Blues”, „Mississippi Mud”, „Wonderful One”, „Mississippi Suite”, „Grand Canyon Suite”, „Trav'lin' Light”.
Whiteman általában nagyzenekarok élén állt. Nem egy zenei stílusban hozott újat, így a szimfonikus zene és a dzsessz társítását.
1924 február 12-én mutatták be New Yorkban a Paul Whiteman felkérésére komponált Kék rapszódia című George Gershwin művet.

## Pályakép

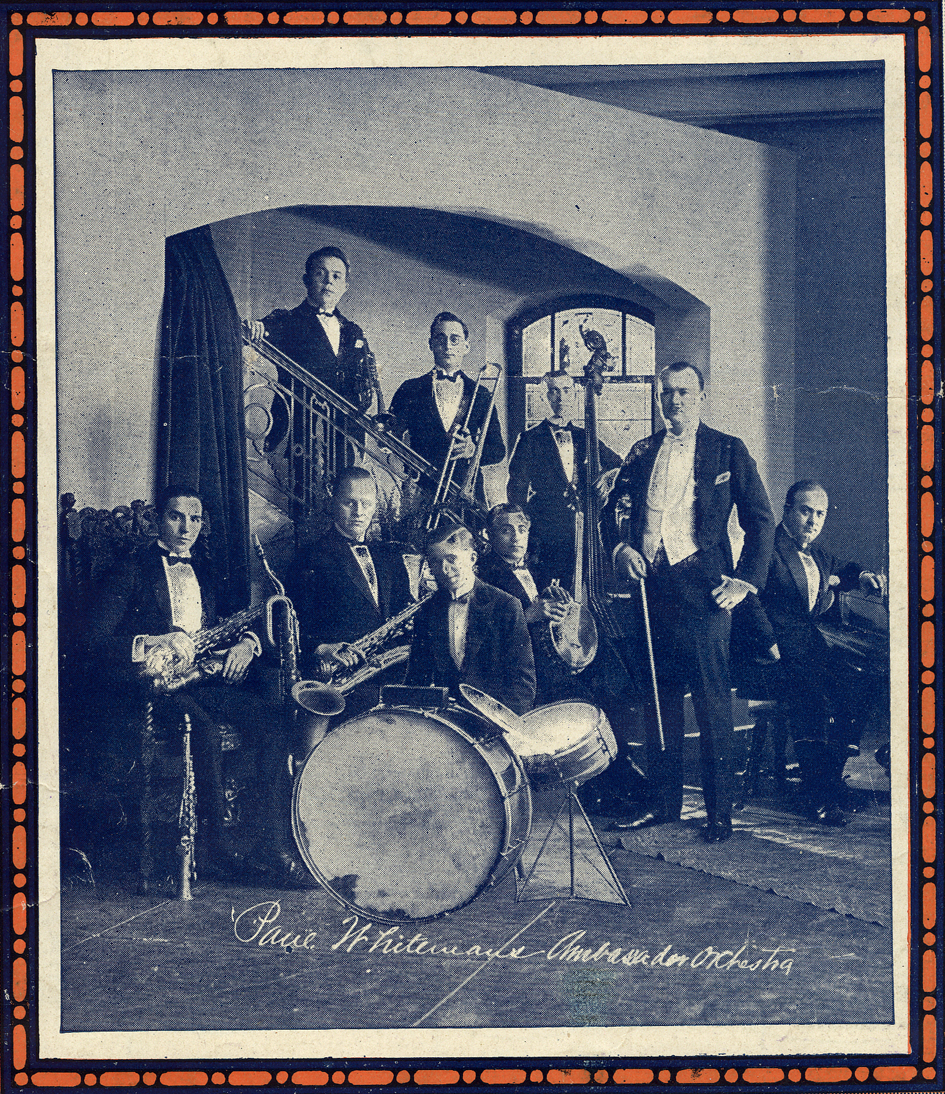
1921

## Lemezek
- Paul Whiteman and His Dance Band. Vol 1 (Bix Beiderbecke, Bing Crosby, Paul Whiteman Dance Band) Naxos 8.120511
- Paul Whiteman. Sweet And Low Down. Vol 3 Original 1925–1928 Recordings (Ferdie Grofé, Harry Perella, Billy Murray stb., Paul Whiteman Orchestra) Naxos 8.120628
- The Historical Gershwin. The Original Session with George Gershwin at the Piano (Earl Wild, George Gershwin, Roy Bargy [zongora], Fred Astaire, Al Jolson, Mildred Bailey, Fats Waller, Billie Holiday, Ella Fitzgerald, Judy Garland, Marilyn Monroe stb. [ének], Paul Whiteman Orchestra) Urania WS121132 [1927 és 1956 közötti felvételek]

## Dalok
- Wang Wang Blues
- Happy Feet
- Charleston ( James P. Johnson / Cecil Mack)
- It's Only a Paper Moon
- Hot Lips
- Three O'Clock in the Morning
- The Japanese Sandman
- I'm Comin' Virginia
- Whispering
- Let's Do It (Cole Porter)
- A-Tisket, A Tisket (Ella Fitzgerald, Chick Webb)
- Whiteman Stomp
- Jo Trent (Fats Waller)

## Díjak
- Grammy Hall of Fame: 1973 (to honor recordings that are at least 25 years old and that have "qualitative or historical significance").